# Ju-on: The Grudge (игра)
Ju-on: The Grudge — Haunted House Simulator (в Японии известна как Sensation of Fear: Curse Grudge, а в Европе — Ju-On: The Grudge — A Fright Simulator) — компьютерная игра в жанре survival horror, вышедшая эксклюзивно для приставки Wii в 2009 году. Игра основана на японском фильме ужасов «Дзю-он» (американский аналог — «Проклятие»).

## Сюжет
В основу сюжета игры, как и одноимённого фильма, положена легенда о том, что, когда человек умирает с чувством глубокой злобы и обиды, рождается проклятие. Также случилось и тогда, когда обычную домохозяйку Каяко Саэки жестоко убили — родилось очень сильное проклятие, которое убьёт всех, кто столкнётся с ним.
Однажды Эрика Ямада сталкивается с ним, пытаясь найти собаку в заброшенном доме. После этого проклятие ложится на всю семью Ямады, в результате чего все члены семьи становятся под угрозу смерти, находя специальные предметы, спрятанные на уровнях. Все персонажи являются частью одной семьи.
Run-down Factory
Семья Эрики переезжает в дом Каяки. Собака семьи, Иви, убегает на заброшенную фабрику. Эрика решает пробраться на завод и найти Иви. Эрика вскоре обнаруживает что лифт не работает, но восстанавливает энергию. После входа в лифт Эрика находит Иви. В этот момент Проклятие настигает Иви и Эрику. Иви бежит в темноту, но через какое-то время слышен его предсмертный крик. Эрика возвращается домой, чтобы узнать, что происходит.
Abandoned Hospital
Митико («Мики»), мать Эрики, была госпитализирована около месяца назад. Однажды ночью она просыпается в больнице и видит маленького бледного мальчика. Она пытается позвонить, но все сотрудники и пациенты исчезли. Она в конечном счете бежит на крышу больницы, Тосио пытается столкнуть Мики с крыши, но ему не удаётся. Затем появляется Каяко и толкает Мики с крыши.

## Отзывы
| Сводный рейтинг | Сводный рейтинг |
| Агрегатор       | Оценка          |
| --------------- | --------------- |
| GameRankings    | 40,22 %         |